# Helios-44M-4
Helios-44M-4 – obiektyw stałoogniskowy z mocowaniem M42 będący kolejnym rozwinięciem modelu 44 (M oznacza mocowanie gwintowe 42mm, natomiast cyfra po dywizie określa generację). Model 44M-4 najczęściej sprzedawany był w zestawach razem z aparatami marki Zenit, jak np. Zenit 12xp. 
Obiektyw w wykonano z metalu, a soczewki pokryto wielowarstwowymi powłokami zmniejszającymi odbicia i efekt flary. Sześciolistkową przysłonę umieszczono za 3 soczewkami - pracuje ona w zakresie od f/2.0 do f/16.0. W tym modelu zastosowano automatykę przysłony, sprzęgniętą z aparatem za pomocą metalowego bolca wystającego z czoła gwintu mocującego obiektyw do korpusu. Obiektyw nie był wyposażony w przełącznik pozwalający na ręczne domykanie przysłony, przez co nie był w pełni funkcjonalny ze starszymi aparatami, nie posiadającymi tej funkcji.
Obiektywy te, podobnie jak inne obiektywy M42, można stosować w lustrzankach cyfrowych przy zastosowaniu odpowiedniego adaptera. Aby obiektyw zachował swój zakres odległości: od 0,5 m do nieskończoności, musi istnieć możliwość zamocowania go we właściwej dla danego mocowania odległości rejestrowej (jeśli nie jest to możliwe konieczne jest używanie adapterów z dodatkową soczewką).   
Model 44M-4 był najpopularniejszym z serii obiektywów Zenita o ogniskowej 58mm, ostatnim był Helios-44M-7. Uważa się, że z każdą kolejną generacją zwiększała się zdolność rozdzielcza obiektywu.